# Wynand Havenga
Wynand Havenga (Parow, 6 september 1965 – 10 januari 2025) was een Zuid-Afrikaanse darter met de bijnaam Springbok. Hij maakte zijn televisiedebuut op het PDC Ladbrokes World Darts Championship 2007 als qualifier, na een overwinning op de South African Masters, waarmee hij een wildcard voor deelname in Purfleet ontving. Behoudens een ticket voor het wereldkampioenschap verdiende de Zuid-Afrikaan een contract ter waarde van 75,000 Rand. In de Circus Tavern versloeg Havenga Steve Maish (26) (3-2 sets) in de eerste ronde en stuntte hij met een 4-3 sets overwinning op Peter Manley (7) in de tweede ronde, alvorens te worden uitgeschakeld door Darren Webster (2-4 sets).
Havenga werd een populaire verschijning in Engeland door zijn unieke celebraties wanneer hij een leg, sets of maximum (180'er) gooide, welke vergelijkingen opriepen met (voormalig) publieksfavoriet Cliff Lazarenko. Zijn mimiek werd welhaast identiek bevonden aan die van Ted Hankey.
Havenga overleed op 59-jarige leeftijd.

## Resultaten op wereldkampioenschappen

### WDF
- 1997: Laatste 64 (verloren van Geoff Wylie met 0-4)
- 1999: Laatste 128 (verloren van Ritchie Davies met 2-4)
- 2005: Laatste 128 (verloren van John Snijders met 3-4)

### PDC
- 2007: Laatste 16 (verloren van Darren Webster met 2-4)